# Сакський історико-краєзнавчий музей
Сакський історико-краєзнавчий музей — краєзнавчий музей у місті Саки (АРК, Україна); зібрання матеріалів та об'єктів з історичного та культурного розвитку курортного міста, про персоналії, пов'язані з ним.

## Загальні дані
Сакський історико-краєзнавчий музей міститься в історичній двоповерховій будівлі-садибі, й розташований за адресою:
вул. Курортна, буд. 29, м. Саки — 96500 (АРК, Україна)
Розкішний особняк належав колись графині Софії Паніній.
Заклад працює від 10:00 до 17:00, вихідні — понеділок і субота.
Директор закладу — Малюта Ірина Петрівна.

## З історії музею

### Початки музейної справи в Саках
Уперше питання про створення музею в Саках було здійнято професором С. Налбандовим, запрошеним 1908 року з Одеси на посаду старшого лікаря Сакської земської грязелікарні. Видатний бальнеолог, корінний кримчанин, він був твердо переконаний у тому, що прогрес грязелікування можливий тільки при науковому підході до справи. 
У «Звіті Таврійському губернському земству за 1909 р.» Налбандов доповідав: 
|  | «Поряд з бібліотекою заснований музей, завданням якого є збирання матеріалів для всебічного вивчення грязелікування. Книги медичні були виділені із загальної бібліотеки, був складений докладний каталог, … медична бібліотека має 173 автори і отримує «Лікарську газету» і «Таврическое обозрение», … придбана печатка з написом «Медична бібліотека і музей», … завідує бібліотекою і музеєм К. Д. Єсипов ». |

Про першого збирача матеріалів з історії грязелікування Костянтина Дмитровича Єсипова відомо, що він був лікарем-хірургом, згодом — професором. 
Зібрана у короткий термін музеєм колекція експонатів дозволила Сакському грязелікувальному закладу брати активну участь у виставках суто медичного характеру, а також у з'їздах лікарів у Петербурзі, Дрездені та інших містах. 
У 1910 році на виставці гігієни та бальнеології, що відбувалася в Одесі, Таврійській губернській управі присудили золоту медаль «За зразкову постановку грязелікувальної справи у Сакській лікарні». 
У цьому ж (1910) році музей збагатився «зборами геологічних проб артезіанського колодязя». За рік у відділ карт і планів надійшло креслення «Будівлі мінеральних грязей після руйнування ворогом в кампанію 1854-1856 рр.». Лікар М. Стародубцева передала гербарій флори місцевості, що оточувала озеро. У 1916 році музейні фонди поповнила книга С. Налбандова «Исторические данные о Сакской грязелечебнице. Химические исследования 1775-1885 гг.», написана на матеріалах бібліотек Москви, Одеси й Сімферополя. Але лише декілька десятків експонатів того (першого) музею збереглися до наших днів. Доля інших є невідомою. 
У 1935 році на курорті при контрольно-наглядовій станції знову відкрився музей зі збирання та зберігання матеріалів комплексних науково-дослідних експедицій гідрогеологів, біологів та лікарів, які вивчали Сакське озеро у 1920—30-х роках. Очолила його Софія Пастак. Трагічні події німецької окупації 1941—1944 років «стерли сліди» цього музейного закладу. 
У 1950-х роках зусиллями Анни Федорівни Косовської, хіміка за освітою, що обіймала посаду начальника гідрогеологічної станції, надалі знаного краєзнавця, збір матеріалів про освіту, розвиток і використання Сакського озера було відновлено. 

### Сучасний музей у Саках
2 травня 1955 року відбулося офіційне відкриття музею грязелікування (теперішній історико-краєзнавчий музей). Його натхненник і організатор А. Косовська очолювала заклад від 1955 до 1993 року, причому тривалий час — виключно на громадських засадах.
Спершу музей перебував у віданні курорту Саки та розміщувався в одному з його корпусів. 
У 1983 році Сакська міська влада передала курорту під музей приміщення старовинного двоповерхового особняка, в якому музейний заклад міститься і понині. Під керівництвом головного лікаря Сакського курорту А. Пілецького проводилися ремонт та реконструкція будівлі. До оформлювальних робіт було залучено найкращих художників Криму — А. А. Бородкіна, М. Дудченка, Л. Саховича, Є. Сізікова, Т. Залкіну, О. Федотова, Л. Абраменка та інших. 
Наукова концепція музею, в основі якої — розвиток методів грязелікування з античних часів до наших днів, була розроблена Ю. Вайсенгольцом, старшим науковим співробітником Республіканського краєзнавчого музею. 
У 1988 році Сакський музей як історико-краєзнавчий музей був відкритий для відвідування загалом. 
У теперішній час (2000-ні) Сакський історико-краєзнавчий музей живе напруженим творчим життям. Його маленький працьовитий колектив на чолі з директором І. Малютою продовжує справу, розпочату краєзнавцями А. Косовською, З. Паршиною, Л. Юдіною, які ретельно збирали історію міста-курорту. 

## Експозиція
Сакський історико-краєзнавчий музей — це єдиний у світі музей історії грязелікування. 
Музей міститься в 4 кімнатах (залах). Перед входом до музею встановлено цікавий експонат — невелику ванну, висічену з цілісного шматка і ковану зверху залізним обручем. Такі ванни стояли в грязелікарні до 1880 року 
Виставкові зали музею розповідають про лікування в Саках адміралів М. Лазарєва, С. Макарова, віцеадмірала В. Корнілова, письменників М. Гоголя, Лесі Українки, І. Анненського, М. Волошина, цесаревича Олексія. 
Музей має у своєму розпорядженні матеріалами про діяльність на курорті лікарів Н. Оже, М. Пирогова, М. Арендт, хірурга А. Щербакова. 
У музеї також експонується стенд, присвячений 130-річчю курорту Саки. На фотографіях, діаграмах, пояснювальних написах можна побачити, як ріс і упорядковувати відомий курорт. 
У відділі природи Сакського району, якому відведено значну частину експозиційних площ, представлені рельєфні карти Криму і району, зразки корисних копалин, флори й фауни. Багато експонатів цього відділу підготовлені й передані музею у подарунок краєзнавцями-аматорами. Барвисто оформлений макет морського дна. Місцеві мисливці та краєзнавці-аматори принесли кілька добре виконаних опудал. Школярі зібрали для музею альбоми рослинного покриву, колекцію раковин морських молюсків, колекцію метеликів і багато інших цікавих експонатів.